# Giraldo Alayón García
Giraldo Alayón García (San Antonio de los Baños, 5 december 1946) is een Cubaans arachnoloog. Hij werkt momenteel bij het Cubaanse Museum of Natural History in Havana, als conservator van de spinachtigen. 
Hij studeerde biologie aan de Universiteit van Havana en studeerde af in entomologie (1973). García publiceerde zijn eerste wetenschappelijke artikel in 1972. Hij behaalde zijn doctoraat in Biologische Wetenschappen ook aan de Universiteit van Havana.
Hij werkte 8 jaar bij het voormalige Instituut voor Zoölogie van de Academie van Wetenschappen als hoofd van de entomologie-afdeling.
Tussen 1982 en 1984 werkte hij als leraar voor een aantal universiteiten en middelbare scholen, alwaar hij onderwees in een variatie van onderwerpen, waaronder astronomie, biologie, natuurkunde en Engels. Tussen 1993 en 1995 werd hij aangesteld als onderzoeker "A" van het Research Center van Quintana Roo in Mexico. Het werd regelmatig gevraagd als gastspreker en gaf seminars en lezingen over biodiversiteit en wildlife van Cuba aan de universiteiten van Harvard, Yale, Princeton, in het American Museum of Natural History, de Universiteit van Zaragoza in Spanje en aan de Carleton University in Ottawa, Canada.